# Gumai
Gumai is een bestuurslaag in het regentschap Muara Enim van de provincie Zuid-Sumatra, Indonesië. Gumai telt 2627 inwoners (volkstelling 2010).